# 经济意识形态
经济意识形态（Economic ideology）是形成关于经济应该如何运行的意识形态基础的一组观点。它与经济理论的区别在于它的方法是规范性的，而不仅仅是解释性的，而经济理论的目的是创建准确的解释模型来描述经济目前如何运作。然而，两者密切相关，因为潜在的经济意识形态会影响分析中采用的方法和理论。诺贝尔经济学奖获得者的不同意识形态和方法论说明了这种相互关系。
辨别一种意识形态是否可以归类为经济意识形态的一个好方法是询问它是否固有地采取了具体而详细的经济立场。
此外，经济意识形态不同于它所支持的经济制度，例如资本主义。解释经济制度的实证经济学不同于提倡经济制度的规范经济学。经济意识形态理论解释其发生、演变以及与经济的关系。